# Dayyer (shahrestan)
Dayyer (persiska: شهرستان دَیِّر , Shahrestan-e Dayyer) är en shahrestan, delprovins, i södra Iran. Den ligger i provinsen Bushehr, vid Persiska viken, och hade 60 612 invånare år 2016. Administrativt centrum är staden Bandar-e Dayyer.